# Sörmogen
Sörmogen är en sjö i Lindesbergs kommun i Västmanland och ingår i Norrströms huvudavrinningsområde. Sjön är 12 meter djup, har en yta på 3,94 kvadratkilometer och befinner sig 101 meter över havet. Sjön avvattnas av vattendraget Sverkestaån (Ramshytteån).

## Delavrinningsområde
Sörmogen ingår i det delavrinningsområde (662353-147971) som SMHI kallar för Utloppet av Sörmogen. Medelhöjden är 120 meter över havet och ytan är 20,28 kvadratkilometer. Räknas de 15 avrinningsområdena uppströms in blir den ackumulerade arean 324 kvadratkilometer. Sverkestaån (Ramshytteån) som avvattnar avrinningsområdet har biflödesordning 3, vilket innebär att vattnet flödar genom totalt 3 vattendrag innan det når havet efter 216 kilometer. Avrinningsområdet består mestadels av skog (64 procent). Avrinningsområdet har 3,93 kvadratkilometer vattenytor vilket ger det en sjöprocent på 19,4 procent.